# Petagnaea gussonei
Petagnaea gussonei là một loài thực vật có hoa thuộc họ Apiaceae. Loài này chỉ có ở Ý, mọc ở thảm cây bụi kiểu Địa Trung Hải, và hiện đang bị đe dọa vì mất môi trường sống.

## Hình ảnh

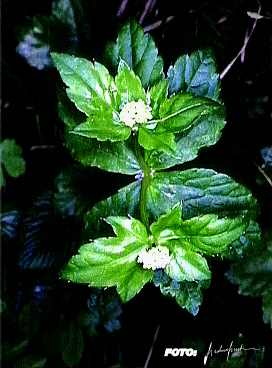
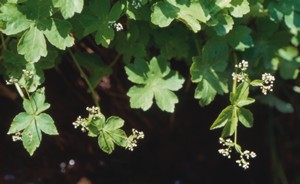